# Katalonska osveta
Katalonska osveta  (katal. Venjança catalana) je izraz koji je nastao kao posljedica umorstva Rogera de Flora i oko stotinjak almogavera 1305. godine po naredbi bizantskog princa Mihaela, sina Andronika II. (1282. – 1328.). Nakon umorstva, almogaveri su se surovo osvetili pljačkom, masakrima i pustošenjem skoro cijele Grčke, osobito Trakije. Od njihove odmazde nije bila ni pošteđena Sveta Gora, na kojoj su almogaveri popalili i poharali mnoge manastire, a jedno vrijeme se pod opsadom našao i Hilandar koji je obranjen zahvaljujući budućem arhiepiskopu Danilu II. Pantelejmona nije bio te sreće – do temelja je srušen i spaljen.
Ovi masakri su trajali pune dvije godine. Koliko su nedjela almogavera ostala urezana u sjećanje naroda govori i podatak da se u Grčkoj smatra najgorom kletvom izjava: „Dabogda te stigla katalonska osveta“.

## Unutarnje poveznice
- Almogaveri